# The New Face of Vinyl: Youth's Digital Devolution
The New Face of Vinyl: Youth's Digital Devolution (en español, La nueva cara del vinilo: "desevolución" digital de los jóvenes) es un proyecto de documental fotográfico de 2011 que explora el resurgimiento del vinilo, un nuevo interés en los discos analógicos por parte de los jóvenes. El proyecto fue cocreado por dos estudiantes del Baldwin-Wallace College, Benjamin Meadors y Owen M. McCafferty II.

## Resumen del proyecto
"The New Face of Vinyl" explora en detalle los impactos culturales y sociales del reciente aumento de la popularidad de los discos de vinilo entre los jóvenes, principalmente de 15 a 25 años.
Los dos creadores del proyecto, Ben y Owen, tenían previsto viajar a las ciudades de Nueva York, Cleveland, Chicago, Portland y San Francisco para fotografiar a jóvenes coleccionistas de discos y dueños de tiendas de discos y crear una narrativa dentro de un libro documental fotográfico para registrar lo que ellos llaman una "devolución digital". También estaban planteando la posibilidad de incluir Los Ángeles y Nashville.

## Historia del proyecto
Según una entrevista, Ben Meadors, un fotógrafo independiente de Cleveland, buscaba expandir su portafolio fotográfico tomando imágenes de jóvenes estudiantes universitarios usando sus tocadiscos. Después de fotografiar al escritor y compañero Owen McCafferty, estudiante del Baldwin-Wallace College, los dos decidieron crear el proyecto que exploraría el nuevo interés por el vinilo y lo publicaría en un libro. Los dos crearon un sitio del proyecto en Kickstarter.com para recaudar fondos, de forma que el proyecto se financió en su totalidad el 31 de julio de 2011.

## Progreso
Owen y Ben anunciaron que el proyecto había previsto visitar la ciudad de Nueva York y Chicago en algún momento de diciembre de 2011.

## Los autores
El proyecto fue creado por el fotógrafo de Cleveland Benjamin Meadors (de Ben Meadors Photography), posteriormente estudiante de MBA en la Universidad Baldwin Wallace en Berea, Ohio. Entre sus clientes figuraban la Baldwin Wallace University y PlayhouseSquare en Cleveland, Ohio.
El cocreador, Owen M. McCafferty II, un escritor independiente, estudiaba ciencias empresariales e inglés en la Universidad Baldwin Wallace. Según su sitio web personal: "A nivel personal, el Sr. McCafferty disfruta de muchos pasatiempos, incluido el manejo de escenarios en los teatros de Cleveland y la recopilación de discos ... Es un audiófilo confeso y un partidario activo de los derechos de los homosexuales. Abiertamente gay, el Sr. McCafferty defiende su apoyo a organizaciones como Human Rights Campaign y AIDS Taskforce of Greater Cleveland. Después de graduarse de la Universidad Baldwin Wallace, el Sr. McCafferty planea seguir una carrera en la ciudad de Nueva York y Londres, Reino Unido ".